# Herbert Cool
Herbert Cool (* 9. Februar 1985 in Rotterdam) ist ein ehemaliger niederländischer Biathlet.
Herbert Cool ist Verwaltungsangestellter und lebt in Ruhpolding. Seit 2001 betreibt er Biathlon und startet seit 2003 für den niederländischen Verband. Er wird von Markus und Fritz Fischer trainiert. Sein erstes internationales Rennen war 2003 ein Rennen im Rahmen des Junioren-Europacups in Obertilliach. Seit dem folgenden Jahr startete er regelmäßiger in dem Wettbewerb und trat auch erstmals in Kościelisko bei einer Junioren-Weltmeisterschaft an. Auch 2004 in Haute-Maurienne, 2005 in Kontiolahti und 2006 in Presque Isle startete er bei Junioren-Weltmeisterschaften, beste Ergebnisse erreichte 2006 mit Platz 23 im Einzel und den Plätzen 31 in Sprint und Verfolgung. Hinzu kommen Starts bei den Junioren-Europameisterschaften in den Jahren von 2004 bis 2006. Hier waren die Plätze 25 in Einzel und Verfolgung sowie 28 im Sprint von Nowosibirsk im Jahr 2005 lange Zeit seine besten Ergebnisse.
Sein Debüt im Biathlon-Weltcup gab Cool 2004 bei einem Sprintrennen in Pokljuka, bei dem er den 94. Platz erreichte. Weitere Einsätze folgten sporadisch. Seit 2006 startete er häufiger im Biathlon-Europacup. Bestes Ergebnis ist bislang Platz 17 beim Sprint von Osrblie im Jahr 2008. Sein bestes Resultat im Weltcup ist bisher Platz 66 im Sprint von Pokljuka 2007, wenn man von seinen besten Leistungen in internationalen Rennen absieht, das er als 50. beim Sprint und der Verfolgung der Biathlon-Weltmeisterschaften 2008 erreichte. Im Februar 2011 erreichte Cool in einem Einzelrennen in Osrblie den 13. Platz und damit sein bislang bestes Ergebnis im IBU-Cup. Im Weltcup kam er in der Saison nicht mehr zum Einsatz, da die Niederlande nach der Startplatzreform zu dieser Saison keinen festen Platz mehr im Weltcup haben.
Cool ist der erste nennenswerte niederländische Biathlet im Weltcup seit Erik van Leeuwen, Sander Mossing-Holsteijn und Jeroen Borst in den Saisonen um die Jahrtausendwende und erfolgreichster Niederländer in dieser Sportart überhaupt.

## Biathlon-Weltcup-Platzierungen
Die Tabelle zeigt alle Platzierungen (je nach Austragungsjahr einschließlich Olympische Spiele und Weltmeisterschaften).
- 1.–3. Platz: Anzahl der Podiumsplatzierungen
- Top 10: Anzahl der Platzierungen unter den ersten zehn (einschließlich Podium)
- Punkteränge: Anzahl der Platzierungen innerhalb der Punkteränge (einschließlich Podium und Top 10)
- Starts: Anzahl gelaufener Rennen in der jeweiligen Disziplin

| Platzierung | Einzel | Sprint | Verfolgung | Massenstart | Staffel | Gesamt |
| ----------- | ------ | ------ | ---------- | ----------- | ------- | ------ |
| 1. Platz    |        |        |            |             |         |        |
| 2. Platz    |        |        |            |             |         |        |
| 3. Platz    |        |        |            |             |         |        |
| Top 10      |        |        |            |             |         |        |
| Punkteränge |        |        |            |             |         |        |
| Starts      | 12     | 28     | 1          |             |         | 41     |